# Classe Maersk Triple E
La Classe Maersk Triple E és una classe de vaixells portacontenidors amb una capacitat superior als 18.000 TEU.
Amb una longitud de 400 m foren els portacontenidors més grans del món. Posteriorment van se superats en capacitat pel CSCL Globe.
Entre els mesos de febrer i juny de 2011, Maersk va concedir dos contractes a Daewoo Shipbuilding per un valor total de 3,8 mil milions de dòlars per la construcció de vint vaixells.
El nom «Triple E» deriva dels tres principis de disseny de la classe : «economia d'escala, eficiència energètica i la millora del medi ambient» (en anglès (Economy of scale, Energy efficient and Environmentally improved).
Els vaixells tenen 400 metres (1,312 ft) de llargada i 59 metres (194 ft) de mànega. Amb només 3 metres més de llargada i 4 metres més de mànega que els vaixells de la classe Mærsk E, els vaixells de la classe Triple-E són capaços de portar 2.500 contenidors més. Amb una mànega de 59 metres són massa amples per creuar el Canal de Panamà, però poden navegar pel canal de Suez.
Una de les principals característiques de disseny de la classe són els seus dos motors de dos temps que, amb una potència de 32 megawatt (43.000 hp), accionen dues hèlix a una velocitat de disseny de 19 nusos (35 km/h; 22 mph). Aquesta classe, més lenta que els seus predecessors, utilitza una estratègia coneguda com a «navegació lenta» per disminuir el consum de combustible fins a un 37% i les emissions de diòxid de carboni per contenidor fins al 50%. El disseny del Triple E va ajudar Maersk a guanyar el premi «Sustainable Ship Operator of the Year» el juliol de 2014.
Maersk utilitza els vaixells a les rutes de servei entre Europa i Àsia amb la perspectiva que les exportacions xineses continuaran creixent. El comerç entre Europa i Àsia representa el mercat més gran de l'empresa; ja té 100 vaixells que operen aquesta ruta.

## Vaixells de la classe
| Núm. | Nom                    | número drassana | número IMO | Entregat         | Estatus   |
| ---- | ---------------------- | --------------- | ---------- | ---------------- | --------- |
| 1    | Mærsk Mc-Kinney Møller | 4250            | 9619907    | juliol de 2013   | en servei |
| 2    | Majestic Mærsk         | 4251            | 9619919    | juliol de 2013   | en servei |
| 3    | Mary Mærsk             | 4252            | 9619921    | agost de 2013    | en servei |
| 4    | Marie Mærsk            | 4253            | 9619933    | setembre de 2013 | en servei |
| 5    | Madison Mærsk          | 4254            | 9619945    | octubre de 2013  | en servei |
| 6    | Magleby Maersk         | 4255            | 9619957    | novembre de 2013 | en servei |
| 7    | Maribo Mærsk           | 4256            | 9619969    | gener de 2014    | en servei |
| 8    | Marstal Mærsk          | 4257            | 9619971    | abril de 2014    | en servei |
| 9    | Matz Mærsk             | 4258            | 9619983    | juny de 2014     | en servei |
| 10   | Mayview Mærsk          | 4259            | 9619995    | juny de 2014     | en servei |
| 11   | Merete Mærsk           | 4262            | 9632064    | agost de 2014    | en servei |
| 12   | Mogens Mærsk           | 4263            | 9632090    | setembre de 2014 | en servei |
| 13   | Morten Mærsk           | 4264            | 9632105    | octubre de 2014  | en servei |
| 14   | Munkebo Mærsk          | 4265            | 9632117    | gener de 2015    | en servei |
| 15   | Maren Mærsk            | 4266            | 9632129    | març de 2015     | en servei |
| 16   | Margrethe Mærsk        | 4267            | 9632131    | abril de 2015    | en servei |
| 17   | Marchen Mærsk          | 4268            | 9632143    | maig de 2015     | en servei |
| 18   | Mette Mærsk            | 4269            | 9632155    | maig de 2015     | en servei |
| 19   | Marit Mærsk            | 4270            | 9632167    | juny de 2015     | en servei |
| 20   | Mathilde Mærsk         | 4271            | 9632179    | juny de 2015     | en servei |

## Disseny

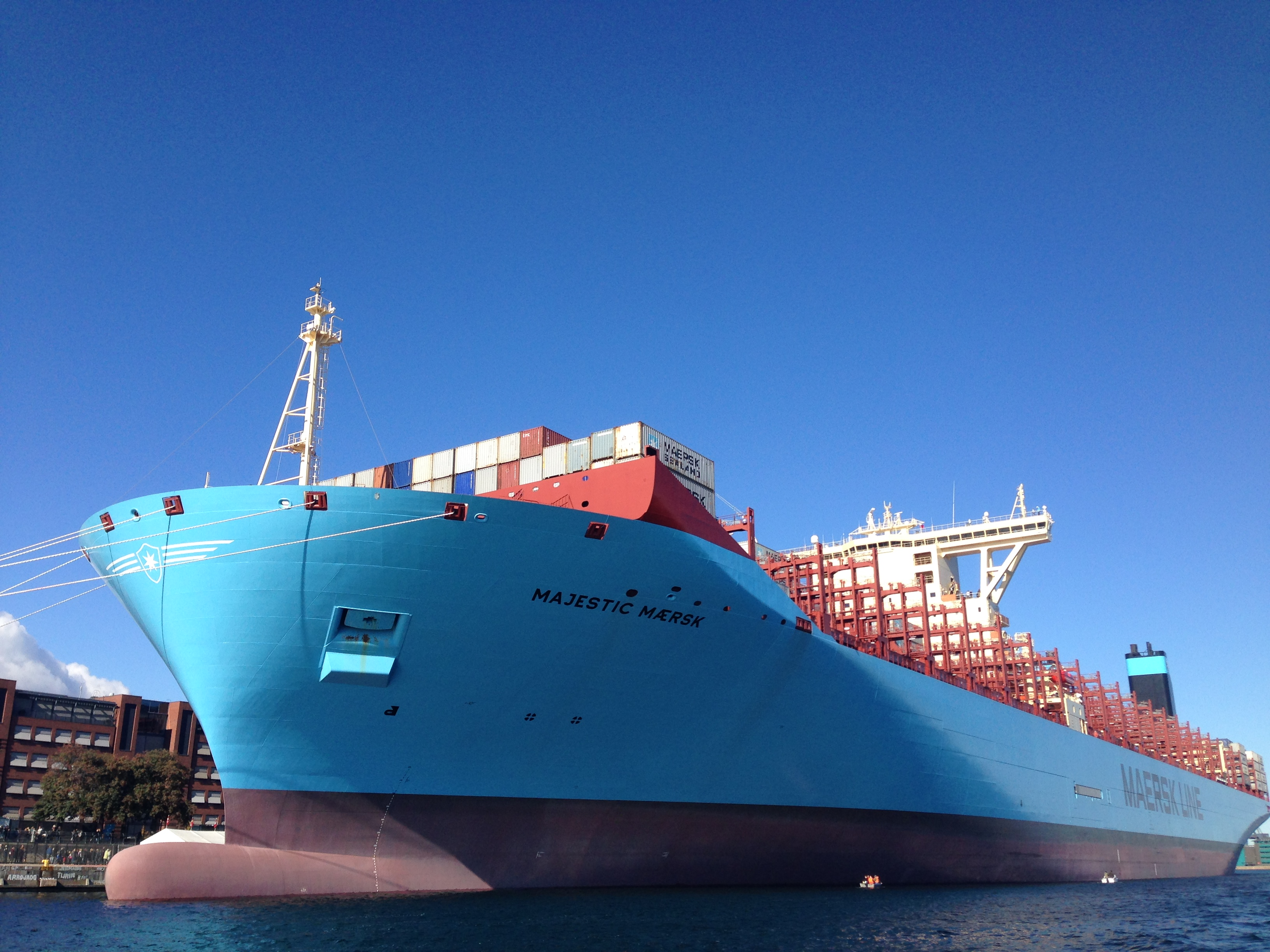
Majestic Maersk Dins Copenhaguen en Sept 2013, poc després entrant a servei. Maersk Va obrir el vaixell amunt per gires públiques per 4 dies. Al temps això era el vaixell més llarg dins servei de qualsevol tipus.

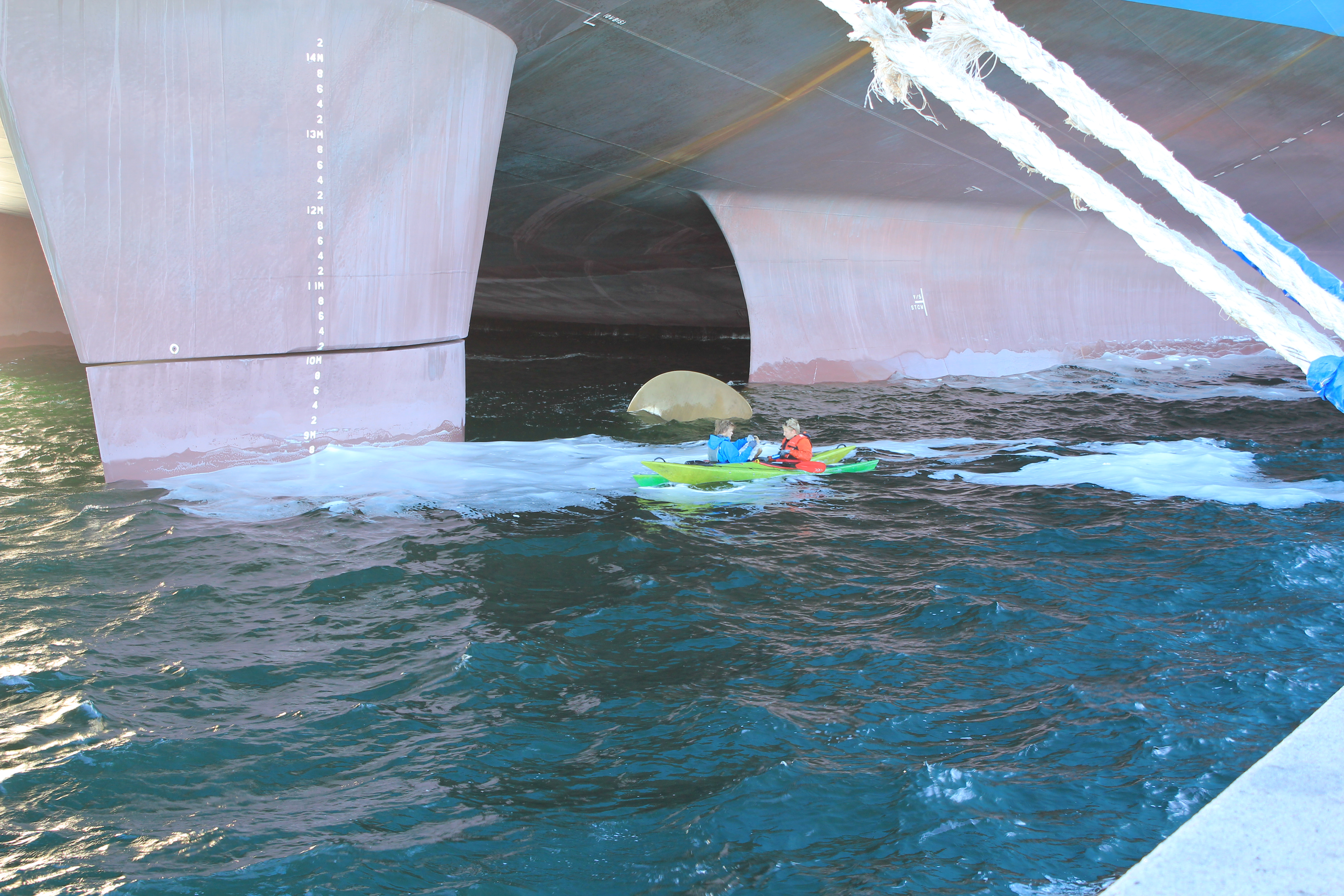
Caiaquistes sota el bessó-skeg popa

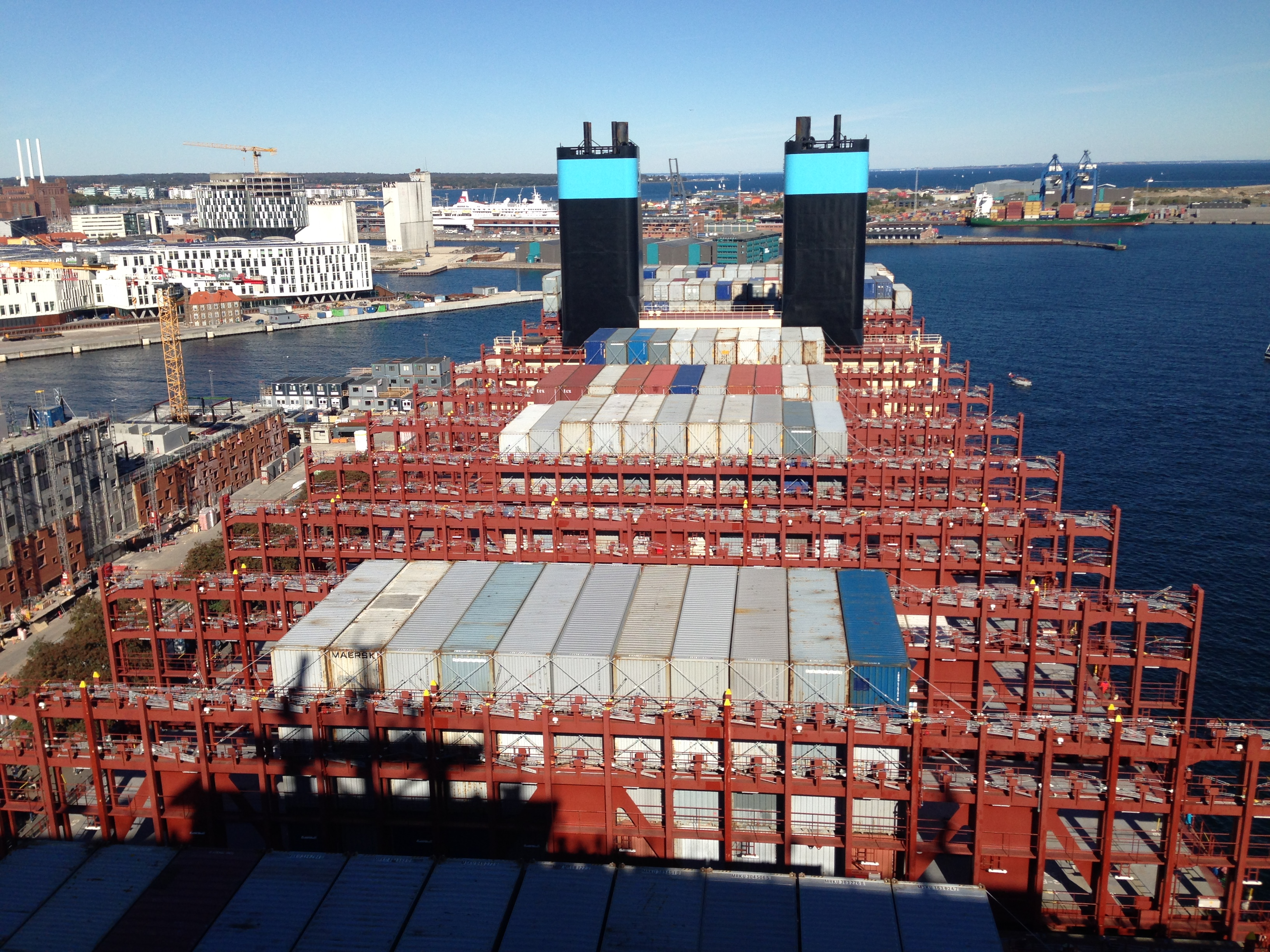
Foto de Majestic Maersk mostrant el de darrere decks, parcialment poblat amb contenidors.

### Especificacions
- Capacitat: 18,270 TEU
- Eslora: 400 m.
- Calat: 14.5 metres
- Mànega: 59 metres
- Puntal: 73 metres
- Velocitat òptima: 19 nusos (35 km/h)
- Velocitat superior: 25 nusos (46 km/h)
- Capacitat de càrrega: 165,000 tones
- Motors: HOME de Bessó 8S80EM-C9.2 motors, 8-cilindres, 800 mm va aguantar, 3450 mm cop, va valorar a 29.7 MW @ 73 rpm cadascú, amb consum de combustible de 168 g/kWh (21,200 galons per dia)
- Hèlix: bessones, amb 4 pales, 9.8 m de diàmetre